# زاپاتا رنچ (تگزاس)
زاپاتا رنچ (به انگلیسی: Zapata Ranch) یک منطقهٔ مسکونی در ایالات متحده آمریکا است که در شهرستان ویلسی، تگزاس واقع شده‌است. زاپاتا رنچ ۳٫۶ کیلومتر مربع مساحت و ۱۰۸ نفر جمعیت دارد و ۱۲ متر بالاتر از سطح دریا واقع شده‌است.